# Đối tác đáng ngờ
Đối tác đáng ngờ (tiếng Hàn: 수상한 파트너; Romaja: Susanghan Pateuneo) là một bộ phim truyền hình Hàn Quốc 2017 với diễn viên chính Ji Chang-wook và Nam Ji-hyun, cùng với Choi Tae-joon và Kwon Nara. Được phát sóng trên SBS lúc 22:00 thứ tư và thứ năm hằng tuần, từ 10 tháng 5 năm 2017.

## Nội dung
Noh Ji Wook  (Ji Chang-wook), một công tố viên có tính cách "tsundere" (bên ngoài mạnh mẽ nhưng thực chất bên trong lại yếu đuối), và Eun Bong Hee (Nam Ji Hyun), một nhân viên tập sự của tòa án giàu lòng nhiệt huyết. Cả hai hợp tác giải quyết một vụ án và dần nảy sinh tình cảm với nhau. 

## Diễn viên

### Vai chính
- Ji Chang-wook vai Noh Ji-wook[4]

Một công tố viên trong văn phòng công tố quận Sunho, người sẽ chuyển sang làm tư nhân. Anh bị chấn thương tâm lý từ những việc thuở nhỏ liên quan đến cha mẹ mình và mối tình đầu tiên.
- Nam Ji-hyun vai Eun Bong-hee

Công tố viên thực tập người có đẳng Taekwondo. Đột nhiên cô trở thành nghi phạm giết người.
- Choi Tae-joon vai Ji Eun-hyuk[5]
- Kwon Na-ra vai Cha Yoo-jung[6]

### Vai phụ

#### Xung quanh Noh Ji Wook
- Lee Deok-hwa vai Byun Young-hee
- Nam Ki-ae vai Hong Bok-ja
- Jo Seung-yeon vai Noh Young-suk

#### Xung quanh Eun Bong Hee
- Yoon Bok-in vai Park Young-soon
- Hwang Chan-sung vai Jang Hee-joon, bạn trai cũ của Bong-hee[7]. Anh chết trong ngôi nhà của Bong-hee và cô trở thành nghi phạm

#### Trung tâm thực tập
- Kim Ye-won vai Na Ji-hae[8]
- Heo Joon-seok vai Woo Hee-kyu
- Shim Eun-woo vai Hong Cha-eun

### Khác
- Dong Ha vai Hyun-soo[9]
- Kim Hong-fa vai Jang Moo-young
- Kim Ye Joon

### Khách mời đặc biệt
- Ji Il-joo

## Đánh giá
- Trong bảng dưới đây, màu xanh thể hiện cho đánh thấp và màu đỏ thể hiện cho đánh giá cao.

| Tập #      | Ngày                | Người xem trung bình | Người xem trung bình | Người xem trung bình | Người xem trung bình |
| Tập #      | Ngày                | TNmS Ratings         | TNmS Ratings         | AGB Nielsen          | AGB Nielsen          |
| Tập #      | Ngày                | Toàn Quốc            | Vùng thủ đô Seoul    | Toàn Quốc            | Vùng thủ đô Seoul    |
| ---------- | ------------------- | -------------------- | -------------------- | -------------------- | -------------------- |
| 1          | 10 tháng 5 năm 2017 | 6.1%                 | 7.4%                 | 6.3%                 | 6.5%                 |
| 2          | 10 tháng 5 năm 2017 | 6.8%                 | 8.2%                 | 6.8%                 | 6.9%                 |
| 3          | 11 tháng 5 năm 2017 | 6.3%                 | 7.0%                 | 6.1%                 | 5.8%                 |
| 4          | 11 tháng 5 năm 2017 | 7.0%                 | 7.9%                 | 7.7%                 | 7.2%                 |
| 5          | 17 tháng 5 năm 2017 | 6.9%                 | 8.5%                 | 6.6%                 | 6.8%                 |
| 6          | 17 tháng 5 năm 2017 | 7.4%                 | 8.2%                 | 8.0%                 | 8.5%                 |
| 7          | 18 tháng 5 năm 2017 | 6.0%                 | 6.6%                 | 6.8%                 | 6.9%                 |
| 8          | 18 tháng 5 năm 2017 | 6.0%                 | 6.4%                 | 7.4%                 | 7.8%                 |
| 9          | 24 tháng 5 năm 2017 | 6.5%                 | 6.9%                 | 6.8%                 | 7.2%                 |
| 10         | 24 tháng 5 năm 2017 | 7.4%                 | 8.2%                 | 8.3%                 | 8.7%                 |
| 11         | 25 tháng 5 năm 2017 | 6.1%                 | 6.8%                 | 7.1%                 | 7.9%                 |
| 12         | 25 tháng 5 năm 2017 | 6.5%                 | 6.6%                 | 7.8%                 | 8.5%                 |
| 13         | 31 tháng 5 năm 2017 | 6.9%                 | 7.7%                 | 7.5%                 | 8.2%                 |
| 14         | 31 tháng 5 năm 2017 | 7.9%                 | 9.0%                 | 9.3%                 | 10%                  |
| 15         | 01 tháng 6 năm 2017 | 7.2%                 | 8.3%                 | 8.4%                 | 8.6%                 |
| 16         | 01 tháng 6 năm 2017 | 7.8%                 | 8.9%                 | 9.3%                 | 9.6%                 |
| 17         | 07 tháng 6 năm 2017 | 7.3%                 | 7.5%                 | 8.4%                 | 9.1%                 |
| 18         | 07 tháng 6 năm 2017 | 7.7%                 | 8.1%                 | 9.8%                 | 10.2%                |
| 19         | 08 tháng 6 năm 2017 | 7.3%                 | 7.3%                 | 8.0%                 | 8.5%                 |
| 20         | 08 tháng 6 năm 2017 | 8.3%                 | 8.4%                 | 9.6%                 | 10.2%                |
| 21         | 14 tháng 6 năm 2017 | 7.0%                 | 8.2%                 | 7.7%                 | 8.3%                 |
| 22         | 14 tháng 6 năm 2017 | 7.8%                 | 8.7%                 | 9.1%                 | 9.8%                 |
| 23         | 15 tháng 6 năm 2017 | 6.9%                 | 7.6%                 | 7.8%                 | 8.2%                 |
| 24         | 15 tháng 6 năm 2017 | 7.6%                 | 8.1%                 | 9.4%                 | 9.8%                 |
| 25         | 21 tháng 6 năm 2017 | 6.6%                 | 6.7%                 | 9.0%                 | 10.3%                |
| 26         | 21 tháng 6 năm 2017 | 7.8%                 | 8.5%                 | 10.5%                | 11.7%                |
| 27         | 22 tháng 6 năm 2017 | 7.5%                 | 7.9%                 | 8.4%                 | 8.8%                 |
| 28         | 22 tháng 6 năm 2017 | 8.0%                 | 8.1%                 | 9.7%                 | 10.4%                |
| 29         | 28 tháng 6 năm 2017 | 6.1%                 | 7.9%                 | 6.7%                 | 7.2%                 |
| 30         | 28 tháng 6 năm 2017 | 6.7%                 | 8.0%                 | 8.6%                 | 9.5%                 |
| 31         | 29 tháng 6 năm 2017 | 6.3%                 | 7.3%                 | 7.7%                 | 8.4%                 |
| 32         | 29 tháng 6 năm 2017 | 6.8%                 | 7.8%                 | 8.6%                 | 9.1%                 |
| 33         | 5 tháng 7 năm 2017  | 6.9%                 | 7.5%                 | 7.2%                 | 7.8%                 |
| 34         | 5 tháng 7 năm 2017  | 7.2%                 | 7.4%                 | 9.2%                 | 9.8%                 |
| 35         | 6 tháng 7 năm 2017  | 7.3%                 | 8.8%                 | 8.0%                 | 8.5%                 |
| 36         | 6 tháng 7 năm 2017  | 7.9%                 | 9.4%                 | 9.2%                 | 9.9%                 |
| 37         | 12 tháng 7 năm 2017 | 6.9%                 | 7.7%                 | 7.2%                 | 7.4%                 |
| 38         | 12 tháng 7 năm 2017 | 8.0%                 | 8.7%                 | 9.2%                 | 9.4%                 |
| 39         | 13 tháng 7 năm 2017 | 8.6%                 | 9.5%                 | 8.5%                 | 9.0%                 |
| 40         | 13 tháng 7 năm 2017 | 8.7%                 | 8.9%                 | 9.5%                 | 10.2%                |
| Trung bình | Trung bình          | 7.2%                 | 7.9%                 | 8.2%                 | 8.7%                 |

## Nhạc phim

### OST phần 1
| STT              | Nhan đề              | Phổ lời                     | Phổ nhạc                    | Nghệ sĩ          | Thời lượng |
| ---------------- | -------------------- | --------------------------- | --------------------------- | ---------------- | ---------- |
| 1.               | "Why you?" (너는 왜) | Nam Hye-seung Park Sang-hee | Nam Hye-seung Park Sang-hee | SEENROOT         | 03:36      |
| 2.               | "Why you?" (Inst.)   |                             | Nam Hye-seung Park Sang-hee |                  | 03:36      |
| Tổng thời lượng: | Tổng thời lượng:     | Tổng thời lượng:            | Tổng thời lượng:            | Tổng thời lượng: | 07:02      |

### OST phần 2
| STT              | Nhan đề                            | Phổ lời                   | Phổ nhạc           | Nghệ sĩ          | Thời lượng |
| ---------------- | ---------------------------------- | ------------------------- | ------------------ | ---------------- | ---------- |
| 1.               | "How Do I Say It?" (어떻게 말할까) | Nam Hye-seung MIYO O.WHEN | Nam Hye-seung MIYO | O.WHEN           | 04:27      |
| 2.               | "How Do I Say It?" (Inst.)         |                           | Nam Hye-seung MIYO |                  | 04:27      |
| Tổng thời lượng: | Tổng thời lượng:                   | Tổng thời lượng:          | Tổng thời lượng:   | Tổng thời lượng: | 08:54      |

### OST phần 3
| STT              | Nhan đề                    | Phổ lời                   | Phổ nhạc                  | Nghệ sĩ          | Thời lượng |
| ---------------- | -------------------------- | ------------------------- | ------------------------- | ---------------- | ---------- |
| 1.               | "The Same Day" (똑같은 날) | Nam Hye-seung Park Jin-ho | Nam Hye-seung Park Jin-ho | Ra.D             | 04:01      |
| 2.               | "The Same Day" (Inst.)     |                           | Nam Hye-seung Park Jin-ho |                  | 04:01      |
| Tổng thời lượng: | Tổng thời lượng:           | Tổng thời lượng:          | Tổng thời lượng:          | Tổng thời lượng: | 08:02      |

### OST Phần 4
| STT | Nhan đề                     | Phổ lời                   | Phổ nhạc | Nghệ sĩ | Thời lượng |
| --- | --------------------------- | ------------------------- | -------- | ------- | ---------- |
| 1.  | "How About You" (어떨까 넌) | Nam Hye-seung Park Jin-ho | 1601     | CHEEZE  | 04:47      |
| 2.  | "How About You" (Inst.)     |                           |          |         |            |

### OST Phần 5
| STT              | Nhan đề                                | Phổ lời                     | Phổ nhạc                    | Nghệ sĩ                    | Thời lượng |
| ---------------- | -------------------------------------- | --------------------------- | --------------------------- | -------------------------- | ---------- |
| 1.               | "Eye contact" (눈맞춤 (Acoustic Ver.)) | Nam Hye-seung Park Sang-hee | Nam Hye-seung Park Sang-hee | Kim E-Z (Ggot Jam Project) | 03:30      |
| 2.               | "Eye contact" (Full Ver.)              | Nam Hye-seung Park Sang-hee | Nam Hye-seung Park Sang-hee | Kim E-Z (Ggot Jam Project) | 03:46      |
| 3.               | "Eye contact" (Acoustic Ver. (Inst.))  |                             | Nam Hye-seung Park Sang-hee |                            | 03:30      |
| 4.               | "Eye contact" (Full Ver. (Inst.))      |                             | Nam Hye-seung Park Sang-hee |                            | 03:46      |
| Tổng thời lượng: | Tổng thời lượng:                       | Tổng thời lượng:            | Tổng thời lượng:            | Tổng thời lượng:           | 14:32      |

### OST Phần 6
| STT              | Nhan đề                              | Phổ lời                   | Phổ nhạc                  | Nghệ sĩ          | Thời lượng |
| ---------------- | ------------------------------------ | ------------------------- | ------------------------- | ---------------- | ---------- |
| 1.               | "Breathing All Day" (숨쉬는 모든 날) | Nam Hye-seung Park Jin-ho | Nam Hye-seung Park Jin-ho | Bumkey           | 04:26      |
| 2.               | "Breathing All Day" (Inst.)          |                           | Nam Hye-seung Park Jin-ho |                  | 04:26      |
| Tổng thời lượng: | Tổng thời lượng:                     | Tổng thời lượng:          | Tổng thời lượng:          | Tổng thời lượng: | 08:52      |

### OST Phần 7
| STT              | Nhan đề                                | Phổ lời                   | Phổ nhạc                  | Nghệ sĩ           | Thời lượng |
| ---------------- | -------------------------------------- | ------------------------- | ------------------------- | ----------------- | ---------- |
| 1.               | "I've Got A Feeling" (정이 들어버렸어) | Park Jin-ho Nam Hye-seung | Park Jin-ho Nam Hye-seung | Kihyun (Monsta X) | 04:52      |
| 2.               | "I've Got A Feeling" (Inst.)           |                           | Park Jin-ho Nam Hye-seung |                   | 04:52      |
| Tổng thời lượng: | Tổng thời lượng:                       | Tổng thời lượng:          | Tổng thời lượng:          | Tổng thời lượng:  | 09:44      |

### OST Phần 8
| STT              | Nhan đề                                | Phổ lời                     | Phổ nhạc                    | Nghệ sĩ             | Thời lượng |
| ---------------- | -------------------------------------- | --------------------------- | --------------------------- | ------------------- | ---------- |
| 1.               | "The Memory Of That Day" (그날의 기억) | Nam Hye-seung Park Sang-hee | Nam Hye-seung Park Sang-hee | Kim Jong-wan (Nell) | 03:36      |
| 2.               | "The Memory Of That Day" (Inst.)       |                             | Nam Hye-seung Park Sang-hee |                     | 03:36      |
| Tổng thời lượng: | Tổng thời lượng:                       | Tổng thời lượng:            | Tổng thời lượng:            | Tổng thời lượng:    | 07:12      |

### OST Phần 9
| STT              | Nhan đề              | Phổ lời                               | Phổ nhạc                    | Nghệ sĩ          | Thời lượng |
| ---------------- | -------------------- | ------------------------------------- | --------------------------- | ---------------- | ---------- |
| 1.               | "Silly Love"         | Nam Hye-seung Park Sang-hee Jello Ann | Nam Hye-seung Park Sang-hee | Yoo Ha-jung      | 03:47      |
| 2.               | "Silly Love" (Inst.) |                                       | Nam Hye-seung Park Sang-hee |                  | 03:47      |
| Tổng thời lượng: | Tổng thời lượng:     | Tổng thời lượng:                      | Tổng thời lượng:            | Tổng thời lượng: | 07:34      |

### OST Phần 10
| STT              | Nhan đề                                                 | Phổ lời                   | Phổ nhạc                  | Nghệ sĩ          | Thời lượng |
| ---------------- | ------------------------------------------------------- | ------------------------- | ------------------------- | ---------------- | ---------- |
| 1.               | "101 Reasons Why I Like You" (네가 좋은 백 한가지 이유) | Nam Hye-seung Park Jin-ho | Nam Hye-seung Park Jin-ho | Ji Chang-wook    | 03:43      |
| 2.               | "101 Reasons Why I Like You" (Inst.)                    |                           | Nam Hye-seung Park Jin-ho |                  | 03:43      |
| Tổng thời lượng: | Tổng thời lượng:                                        | Tổng thời lượng:          | Tổng thời lượng:          | Tổng thời lượng: | 07:26      |